# Niels Krag
 Der er flere personer med dette navn, se Niels Krag (flertydig).
Niels Krag (i latiniseret form Nicolaus Cragius) (født 1550 i Ribe, død 14. maj 1602) var en dansk filolog, historiker og diplomat.

## Uddannelse og tidlig karriere
Krag var født i Ribe. Ligesom broderen Anders Krag hørte han til sin tids opvakte hoveder. 1567 blev han student og fik ved anbefaling fra biskop Poul Madsen i Ribe straks kosten i Helliggejst Hospital, hvor Kommunitetet dagligt bespiste 20 studerende, men da han 1570 i hidsighed gav en af sine medalumner en ørefigen, blev han ved konsistoriets dom for bestandig udelukket fra kosten. Han begav sig nu til Ribe, hvor hans slægt gav ham midler til at rejse til Wittenberg.
Efter hans hjemkomst 1572 beskikkede biskop Hans Laugesen i Ribe ham til skolemester i Ringkøbing. Denne stilling opgav han dog 1574 og drog til København. Støttet ved gode anbefalinger opnåede han ved kansler Niels Kaas' hjælp kongelig understøttelse til en ny udenlandsrejse. Han drog da atter til Wittenberg, hvor han 1575 med hæder tog magistergraden. Året efter var han atter i hjemmet. Nu gjaldt det om at finde en passende ansættelse. Ved velynderes bistand og særlig ved kongelig anbefaling til Københavns Universitet blev han i februar 1577 rektor ved Vor Frue Skole i København. I denne stilling indlagde han sig flersidige fortjenester og vandt navn som en dygtig skolemand, men 1582 opgav han embedet for at drage udenlands som hovmester for en ung adelsmand. Årsagen var vistnok hans uheldige huslige forhold. 2. februar 1578 havde han nemlig ægtet Kjønne, datter af en vis Mikkel Skriver, men kærligheden synes snart at være kølnet. De økonomiske forhold var små; en rektors løn slog i de tider dårlig til for en families underhold.
Krag følte kræfter i sig til at blive noget mere end en skolemester i fortrykte kår. Nok er det, han besluttede at ryste det hele af sig og atter at gå på rejser. 1582 drog han ud med Peder Rud, og nu færdedes han i flere år rundt omkring i Europa, en tid lang som hovmester for en mährisk adelsmand. På sin rejse erhvervede han, foruden betydelig sprogkundskab, også den juridiske doktorgrad og steg i anseelse som en lærd og begavet mand. Men hjemme så det trist ud. Hans hustru og børn led nød; hendes slægt lagde beslag på hans efterladte ejendele, og da han 1586 en tid var hjemme, anklagede han hustruen for utroskab og opnåede skilsmisse.
Imidlertid fortsatte han sine studier, idet han bl.a. vendte sin opmærksomhed til den klassiske oldtids historie, og da han 1589, kort efter tronskiftet, havde tilegnet den unge kong Christian 4. et skrift vedrørende den latinske synonymik og trængte på hos kansler Niels Kaas, der havde bevaret sin interesse for ham, så opnåede han 1. juli 1589 at blive beskikket til ekstraordinær professor i historie ved Københavns Universitet, en udnævnelse, der er mærkelig derved, at det var første gang, at en lærer i historien blev ansat ved Københavns Universitet.

## Andet ægteskab og diplomatisk karriere
Da Krags stilling et par år efter var blevet forbedret med et kanonikat i Roskilde, indtrådte han 22. august 1591 i nyt ægteskab, nemlig med Else Mule, enke efter den kendte magister Iver Bertelsen, forstander for Ringsted Kloster. Ved dette ægteskab med en anset og begavet kvinde vandt Krags sociale stilling betydelig. Tycho Brahe var jævnlig hans gæst, ligesom Krag, ofte som ledsager for Brahes berømte søster Sophie Brahe, ret hyppigt aflagde besøg på Hven. 1592 blev Krag professor i græsk og indtrådte således i de faste universitetslæreres tal. Ved samme tid udgav han sit betydningsfulde skrift om den lakoniske stat, der længe bevarede hans navn blandt Europas lærde. Tycho Brahe tilsendte ham i den anledning et digt, hvori han forelagde ham det spørgsmål, hvorfor han ikke hellere anvendte sine store evner på behandling af fædrelandets historie. Det blev et vink for fremtiden.
Efter at det allerede 1592 havde været på banen at anvende Krag i forhandlinger med fremmede magter, afgik han i maj 1593 med Steen Bille i en diplomatisk sendelse til Skotland. Ved Krags snildhed og duelighed lykkedes det fuldstændig at udføre det betroede hverv, og ved det personlige mod og den raskhed, han viste under et oprør, der truede den skotske konges og dronnings liv, gjorde han sig så yndet af kong Jakob, at han 1. august 1593 ophøjede ham i den skotske adelstand og i et brev til Christian 4. omtalte hans virksomhed på den mest anerkendende måde. Dette gav da anledning til, at Krag siden jævnlig anvendtes i diplomatiske hverv både hjemme og ude, og i sommeren 1594 bad dronning Anna af Skotland sin broder kong Christian om at sende Krag over til hende, for at han kunne varetage hendes tarv og hævde hendes rettigheder over for den skotske kansler. Dette skete dog ikke, måske fordi den danske regering havde bestemt at anvende Krags evner på anden måde. Det var nemlig et længe følt savn, at man ikke besad nogen fremstilling af Danmarks historie siden Saxos dage.
Mænd som Hans Svaning og Anders Sørensen Vedel havde vel gjort betydelige samlinger, men ingen af dem havde bragt noget for lyset, der svarede til forventningerne og ønskerne. Da den lærde skotte Peter Young i foråret 1594 havde været i København i en statssendelse, havde han ikke blot talt med Krag om sagen og opmuntret ham til at tage fat på fædrelandets historie, men også henledt de danske regeringsmænds opmærksomhed på, at Krag var den mand, som ville være i stand til at bringe det længe savnede værk til veje. Resultatet blev, at det 31. juli 1594 blev overdraget Krag som kongelig historiograf at skrive Danmarks historie på latin, mens Anders Sørensen Vedel godt nok fik et års henstand og det hverv at skrive historien på dansk, men derefter måtte afgive sine samlinger og sit prælatur i Ribe til Krag.

## Kongelig historiograf
Det var planen, at Krag først skulle skrive Christian 3.s og Frederik 2.s historie for derefter at fortsætte, hvor Saxo slipper, og det er tydeligt, at han med iver søgte at samle det fornødne historiske materiale, idet han navnlig benyttede Gehejmearkivet i større omfang, end hidtil var sket. Når det imidlertid var forventet, at han på seks år kunne føre sagen til ende, så blev denne forventning dog fuldstændig skuffet. Skylden i så henseende hviler dog for en stor del på regeringen, som ved hyppig benyttelse af Krag i diplomatiske sendelser hindrede ham i med udelt omhu og iver at sysle med det ham pålagte historiske arbejde. I vinteren 1597-1598 var han således i Polen; den følgende vinter tilbragte han i London, hvor han på den danske konges vegne førte lange og trættende forhandlinger med den engelske regering om erstatning for forurettelser tilføjede danske søfarende af engelske kapere. 1600 var Krag udsendt til kongressen i Emden, og 1601 var han atter i Polen i regeringens ærinde. Ved sin personlighed vidste Krag, hvor han kom frem, at vække opmærksomhed; navnlig fortælles der om den yndest, han vandt hos dronning Elizabeth i England, der gerne underholdt sig med ham og fandt behag i hans skæmtefulde og smigrende ord. Uheldigvis var dronningens ministre ikke så lette at vinde, og Krag måtte, trods sin umiskendelige dygtighed og iver som forhandler, vende hjem med uforrettet sag, skønt prydet med en prægtig guldkæde, som dronningen havde foræret ham til afsked.
Den tillid, Krag nød ved hoffet i København, måtte også øve indflydelse på hans stilling ved universitetet. Han var en mægtig mand, der som sådan måtte æres, og til hvem der på forskellig måde måtte tages hensyn. 1601 valgtes han til universitetets rektor. Den dag, værdigheden overdroges ham, mødte kongen, hertug Ulrik, kansleren og en del hofembedsmænd for at overvære akten, og få dage efter indviede Krag med stor højtidelighed den nye kollegiebygning, som Christian 4. havde ladet opføre, og han sparede ikke på lovtaler over kongen hverken i det pompøse program, hvormed han indbød til festen, eller i den virakduftende tale, hvormed bygningen indviedes.
Tiden for Krags rektorat var endnu ikke udløben, da han i december 1601 beskikkedes til forstander for Sorø Klosters gods og skole. Men inden han havde fået tid til at sætte sig til rette i denne anselige stilling, der syntes at love ham otium til hans historiske arbejde, døde han 14. maj 1602. Ved hans død var kun de første 16 år af Christian 3.s historie færdige fra hans hånd. Længe henlå dette værk utrykt, indtil Hans Gram 1737 foranstaltede en smuk udgave af det samt andre bidrag til den nævnte konges historie. Krags historie er skrevet på godt latin. Sit blik har han særlig haft rettet på Danmarks forhold til udlandet
i det behandlede tidsrum, medens han i ringere grad har skænket de indre forhold sin opmærksomhed.

## Filologiske arbejder
Som filolog har Niels Krag først gjort sig kendt i litteraturen ved sine Grammaticæ Latinæ præcepta, som han udgav 1578, mens han var rektor ved Københavns Skole. Hans hensigt med udgivelsen af denne bog var dels den at befri lærerne for det tidsspildende arbejde med at diktere disciplene forklaringer til de grammatiske regler, dels den at gjorde det lettere for disciplene at lære den latinske grammatik både ved, at de nu fik en bog, som de kunne bruge hele skolen igennem, og ved, at stoffet ordnedes på en overskuelig måde, og at reglerne for en stor del bragtes i versform, så at de bedre kunne fæstne sig i hukommelsen. Men trods forfatterens gode hensigter får man dog ved denne bog, som helt igennem er skrevet på (ikke særlig godt) latin i form af spørgsmål og svar, nærmest kun et indtryk af, i hvilket uføre den latinske grammatik dengang lå, og hvor forfærdeligt et fag det må have været for de stakkels skoledisciple.
1589 udgav han Differentiæ Ciceronis, som nærmest er et bidrag til den latinske synonymik, fuld af mange besynderligheder. 1582 kom en bog af en helt anden art: Titi Livii Patavini sententiose dicta, et excerpt af sentenser fra alle bøger af Livius med et tillæg:Sententiæ Sallustianæ. Bogen er dedikeret til prinserne Christian (4.) og Ulrik, og forfatteren anbefaler den med, at sådan læsning leder både til virtus og til eruditio, som er de to fornemste mål, der må tilstræbes i livet, og som det særlig er af vigtighed for vordende fyrster at nå.
Det betydeligste og eneste virkelig betydelige filologiske arbejde af Krag er dog hans skrift De republica Lacedæmoniorum libri IV, som han udgav 1593 i Heidelberg, efter at han 1592 var blevet professor i græsk ved Københavns Universitet. Værket er skrevet ganske i smag med de antikvariske arbejder, som hans samtidige Johannes Meursius udgav. Det er en om stor belæsthed vidnende og med stor flid foretagen samling og sammenstilling af kildestederne hos antikkens forfattere til en skildring af det gamle Spartas institutioner og sæder, og den derpå byggede fremstilling af emnet er givet i et let læseligt og ret smukt latinsk sprog. Imidlertid skorter det i høj grad på kritik, så at værket nu ikke mere har stor betydning. Det er dog blevet optrykt et par gange senere, dels i Jakob Gronovius' Thesaurus antiqvitatum Græcarum, dels i en udgave i Leiden fra 1670.